# Ugo Cerroni
Ugo Cerroni (Roma, 15 marzo 1915 – Roma, 28 luglio 1978) è stato un calciatore italiano, di ruolo centrocampista.
Muore a Roma il 28 luglio 1978 all'età di 63 anni per un male incurabile.

## Carriera
A 18 anni giocava nell'Alba Roma. Dopo la partenza da Roma dell'italo-argentino Guaita, i giallorossi avevano bisogno di un centrocampista, e puntarono sul giovane Cerroni.
Con la Roma giocò 10 partite nella stagione 1935-1936, fin quando si infortunò in Roma-Sampierdarenese, disputata la vigilia di Pasqua, a causa di un fallo di Rigotti, che con un calcio sullo stinco gli procurò la rottura di tibia e perone. L'annata successiva rimase nelle file dei capitolini, senza scendere in campo in gare ufficiali.
Nell'estate 1937 passò alla Fiorentina insieme a Dante Di Benedetti, collezionando altre 5 presenze nel successivo campionato, per poi proseguire in squadre minori (tra cui la MATER e l'Italia Libera di Roma) fino all'età di 35 anni.
In carriera ha totalizzato complessivamente 15 presenze in massima serie, con all'attivo una rete in occasione della sconfitta interna della Fiorentina contro il Genoa del 30 gennaio 1938.